# Międzynarodowy Festiwal Filmowy w Toronto

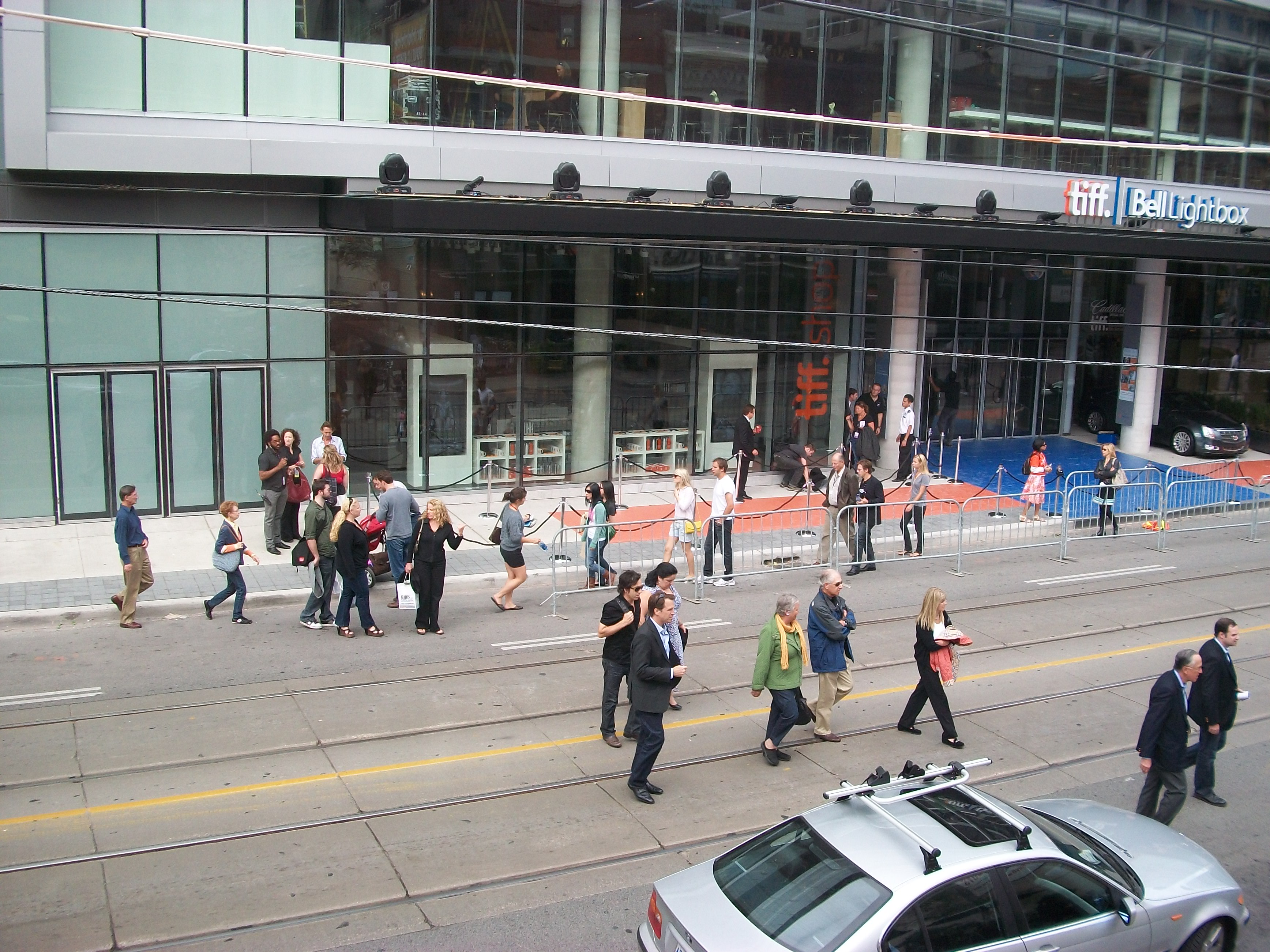
Siedziba festiwalu w wieżowcu Bell Lightbox, w Toronto

Międzynarodowy Festiwal Filmowy w Toronto, TIFF (ang. Toronto International Film Festival) – cykliczna impreza trwająca dziesięć dni, odbywająca się corocznie we wrześniu w kanadyjskim mieście Toronto.

## Historia
Po raz pierwszy odbył się w 1976 roku. Jest on uważany za pierwszy i najważniejszy festiwal filmowy Ameryki Północnej. Impreza nie przybiera formy konkursu, lecz przeglądu. Program pierwszej edycji był bardzo imponujący - pokazano wtedy 127 filmów z 30 różnych krajów. Obecnie podczas festiwalu prezentowanych jest około 350 filmów z ponad 60 krajów świata. O zwycięstwie filmu decyduje przede wszystkim publiczność. Nagrody przyznają też akredytowani dziennikarze, stowarzyszenie krytyków międzynarodowych oraz władze miasta Toronto.
Na jesieni 2010 otwarto nowy budynek przeznaczony na stałą siedzibę festiwalu, Bell Lightbox.